# Normanella incerta
Normanella incerta är en kräftdjursart som beskrevs av Lang 1935. Normanella incerta ingår i släktet Normanella och familjen Normanellidae. Inga underarter finns listade i Catalogue of Life.